# Teodoro Trivulzio
Teodoro Trivulzio, marchese di Pizzighettone, conosciuto in Francia come Théodore de Trivulce (Milano, 1458 – Lione, ottobre 1532), è stato un militare italiano.

## Biografia

### Infanzia
Nato da Pietro Trivulzio, della nobile famiglia milanese, e da Laura Bossi, fu nipote di Gian Giacomo Trivulzio e Maresciallo di Francia dal 1526.

### Carriera militare
Prese parte guerre d'Italia al servizio di Luigi XII; combatté con l'avanguardia dell'esercito francese alla battaglia di Agnadello il 14 maggio con trenta uomini d'arme lombardi e sessanta arcieri, e alla battaglia di Ravenna, nel 1512.
Assistette il maresciallo Odet de Foix nell'assedio di Parma nel 1521 e di Pavia nel 1522; fu nominato governatore di Milano nel 1525, ma dovette lasciare la città dopo la battaglia di Pavia il 24 febbraio 1525.
Francesco I lo elevò alla dignità di Maresciallo di Francia nel 1526, nominandolo dal 1527 governatore di Genova. Non riuscì a controllare la città in rivolta, e fu obbligato a ordinare la resa alle sue truppe carenti di viveri, nel 1528.

### Ultimi anni e morte
Nominato governatore di Lione nel 1530, vi morì nel 1532 e fu sepolto nella chiesa dei domenicani della stessa città.

## Discendenza
Sposò Bona Bevilacqua di Ferrara ed ebbero una figlia:
- Giulia, erede del padre, sposò Giovanni Francesco Trivulzio.

Teodoro ebbe anche tre figlie naturali legittimate: Elisabetta, Susanna, Laura.